# 乌鲁布雷塔马
乌鲁布雷塔马是巴西塞阿拉州的一个市镇。总面积97.1平方公里，总人口19206人，人口密度197.8人/平方公里。